# Hellweg-Route
Die Hellweg-Route ist eine Radroute entlang des historischen Hellwegs in Westfalen.

## Verlauf
Sie führt von der Ruhr zur Weser mit Beginn in Dortmund. Dann geht es über Unna, Werl, Soest, Bad Westernkotten, Erwitte, Geseke, Salzkotten, Paderborn, Bad Driburg und Brakel nach Höxter.
Seit 2003 ist sie ausgeschildert mit einem Emblem, das ein Speichenrad zeigt.

## Sehenswürdigkeiten (Auswahl)
- Lippetal: Wallfahrtskirche St. Ida in Herzfeld, neugotische Basilika und ältester Wallfahrtsort Westfalens.
- Schloss Hovestadt: UNESCO Denkmal. Das Schloss ist aus dem Jahre 1292 und besitzt eine Schlosskapelle mit einem Barockgarten.
- Geseke:  Schloss Eringerfeld: Barockschloss, Wasserburg
- Soest: Historische Altstadt: Baudenkmäler im Grünsandstein
- Paderborn: Paderquellgebiet und Dom